# Angelo Solaro di Moretta
Angelo Maria Solaro di Moretta (XVIII secolo – Torino, 1800) è stato un politico e militare italiano, ufficiale veterano della guerra di successione austriaca; ebbe una brillante carriera militare, tanto da essere nominato generale d'armata il 23 febbraio 1786. Tra l'8 luglio 1783 e il 1787 ricoprì la carica di Viceré, Luogotenente e Capitano generale del Regno di Sardegna. Venne insignito del Collare dell'Annunziata e del titolo di Cavaliere di Gran Croce dell’Ordine dei Santi Maurizio e Lazzaro.

## Biografia
Arruolatosi nell’Armata Sarda, combatté come ufficiale durante la guerra di successione austriaca, in forza al Reggimento "La Marina". Promosso tenente colonnello il 6 marzo 1760, divenne colonnello presso il Reggimento "del Monferrato" il 12 dicembre 1763, rimanendovi fino all’8 luglio 1783. Promosso brigadiere generale nel 1771, divenne tenente generale di fanteria nel 1774, ricoprendo l’incarico di Ispettore generale del Dipartimento del Monferrato a partire dal 21 settembre dello stesso anno. Insignito del titolo di Cavaliere di Gran Croce dell’Ordine dei Santi Maurizio e Lazzaro, l’8 luglio 1783 fu nominato Viceré, Luogotenente e Capitano generale del Regno di Sardegna.  Promosso generale d'armata il 23 febbraio 1786, lasciò l’incarico di Viceré nel 1787, e fu nominato governatore di Alessandria nel 1789. Venne insignito del Collare dell'Annunziata il 29 giugno 1788. Si spense a Torino nel 1800.

### Annotazioni
1. ↑  Dopo la nomina a Ispettore generale del Monferrato, avvenuta nel 1774, assunse la carica di vicecomandante del reggimento.

### Fonti
1. 1 2 3 4 5 6 7 8 9  Ilari, Shamà 2008, p. 477.
2. 1 2 3 4  Cariche del Piemonte e Paesi uniti colla serie cronologica delle persone che le hanno occupate. Tomo II 1827, p. 524.
3. 1 2  Cariche del Piemonte e Paesi uniti colla serie cronologica delle persone che le hanno occupate. Tomo II 1827, p. 606.
4. ↑  Cariche del Piemonte e Paesi uniti colla serie cronologica delle persone che le hanno occupate. Tomo II 1827, p. 11.